# Mark Demesmaeker

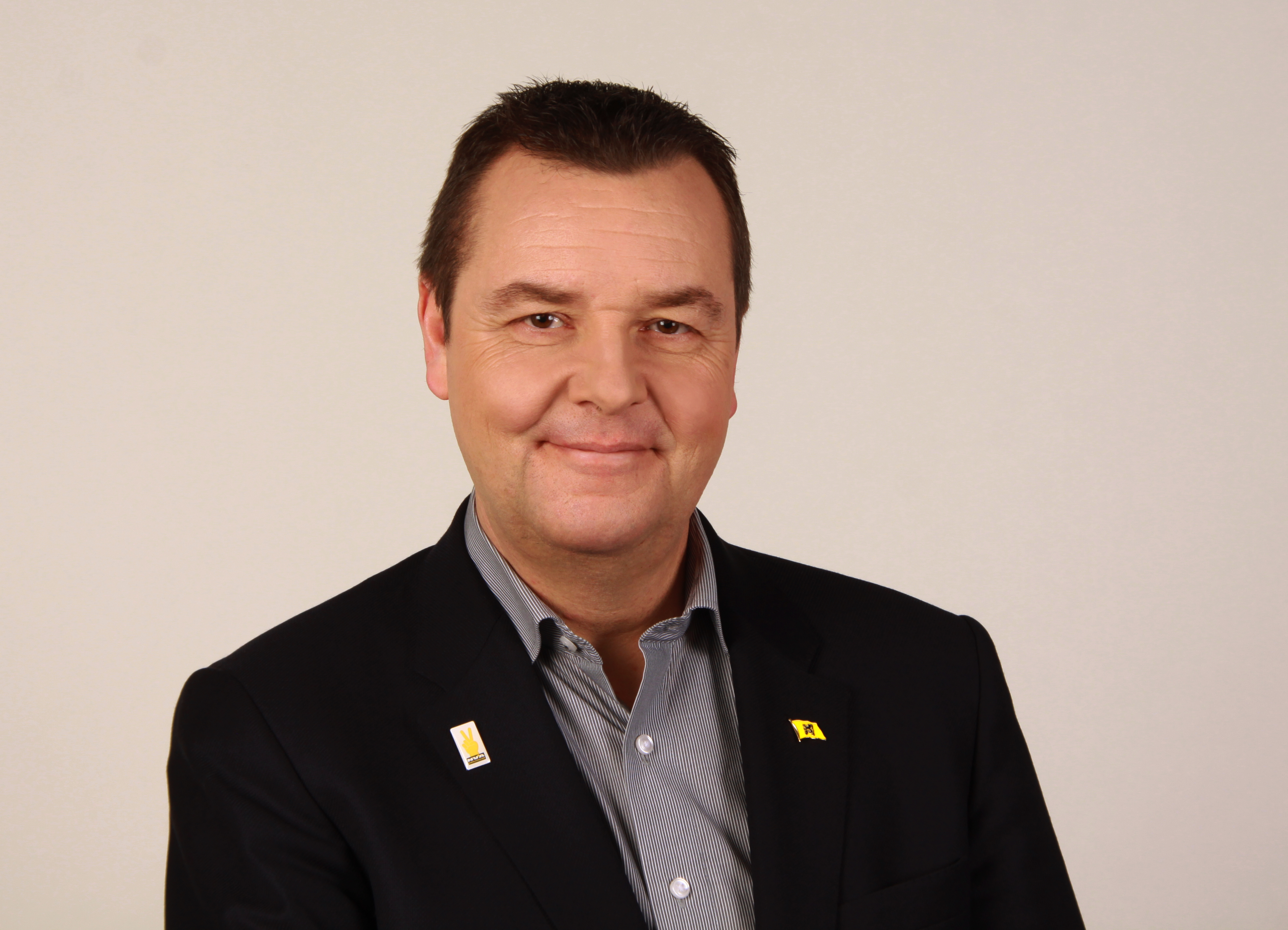
Mark Demesmaeker (2014)

Marc Victor Marie „Mark“ Demesmaeker (* 12. September 1958 in Halle, Belgien) ist ein belgischer Fernsehmoderator und Politiker der Nieuw-Vlaamse Alliantie (N-VA).

## Leben
Demesmaeker war zunächst als Lehrer tätig, ehe er zum Fernsehen ging. 1991 begann er als Reporter für das öffentlich-rechtliche Reisemagazin Vlaanderen Vakantieland. Danach ging er zum kommerziellen Sender VTM, wo er die Gartensendung Groene Vingers präsentierte und als Nachrichtensprecher fungierte. Auf dem Spartensender Vitaya moderierte er dann die Sendung Tuindromen met Mark.
Demesmaeker wurde 2004 über die Kartellliste von N-VA und CD&V in das flämische Parlament gewählt. 2006 gelang ihm auch die Wahl in den Stadtrat von Halle, dem er bereits von 1982 bis 1989 angehörte, sowie die Wahl zu einem der Schöffen. Bei den Wahlen 2012 kandidierte er als Spitzenkandidat der N-VA, die zwar stärkste Partei wurde, aber nicht in die Regierung einzog, sodass er seinen Posten als Schöffe verlor. Am 1. Februar 2013 wechselte er vom flämischen in das Europäische Parlament, nachdem das Mandat der zur Bürgermeisterin von Bilzen gewählten Frieda Brepoels frei wurde.
Demesmaeker wurde als EU-Politiker im Mai 2015 von Russland mit einem Einreiseverbot belegt.